# Marianna Gdowska-Timoszewicz

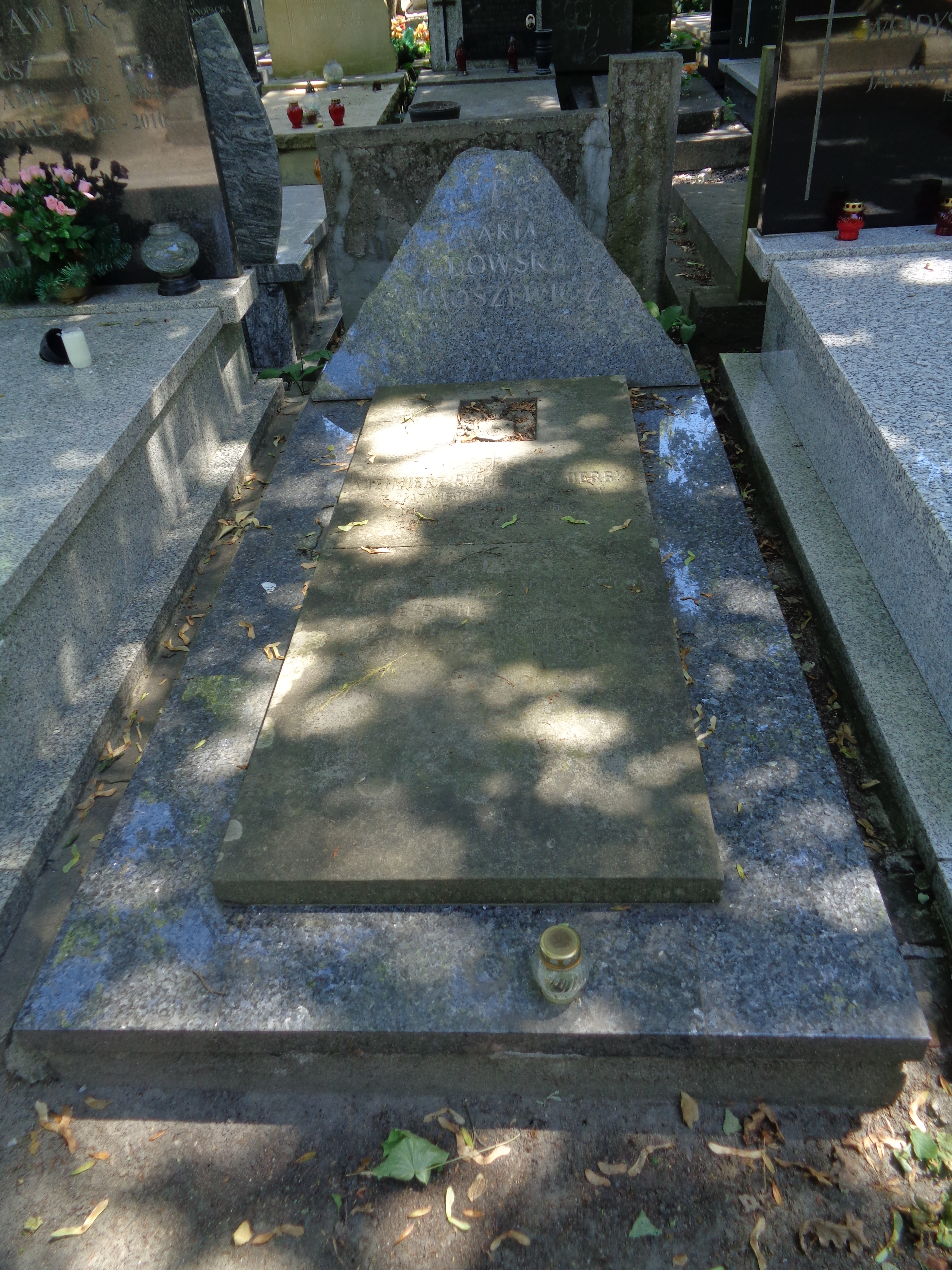
Grób Marianny Gdowskiej-Timoszewicz na cmentarzu Powązkowskim

Marianna Gdowska-Timoszewicz (ur. 9 sierpnia 1932 w Warszawie, zm. 13 stycznia 2009 Warszawa) – polska aktorka teatralna, kierownik Filmoteki Sztuki – Instytutu Sztuki PAN, autorka i redaktorka II tomu Słownika biograficznego teatru polskiego, współpracownik Almanachu Sceny Polskiej.
Była absolwentką wydziału aktorskiego Państwowej Wyższej Szkoły Aktorskiej w Krakowie z 1954. Występowała na deskach Teatru Ludowego w Nowej Hucie między innymi w roli Księżniczki Turandot w reżyserii Krystyny Skuszanki i Jerzego Krasowskiego. Od 1965 występowała w warszawskim Teatrze Polskim. Była żoną wybitnego historyka teatru Jerzego Timoszewicza.
Pochowana 20 stycznia 2009 na Starych Powązkach w Warszawie (kwatera 93-6-23).